# Rose Anselme
Rose Albertine Françoise Anselme, även kallad Rosette Baptiste, född i 1740 i  Valenciennes i Frankrike, död efter 1784 i Nederländerna, var en fransk-nederländsk skådespelare, teaterdirektör och sångare.

## Biografi
Dotter till den franske musikern och hovkapellisten Jacques Anselme Baptiste och sångerskan Françoise Gravillon. Hon hade ett långt förhållande med adelsmannen Jacob Jan van Wassenaer Obdam 1760–79 och gifte sig 1782 med François Lobjoy i Haag. 

### Scenkarriär
Föräldrarna ingick från 1750 i den franska teatern Franse Comedie i Haag, som verkade 1749–93 i en lokal hyrd av Anna de Quintana. Rose och hennes två bröder uppträdde som skådespelare, sångare och musiker, och systern Marie Blandine Sophie dansade på teatern. Hon omtalas första gången 1754. 1755–57 uppträdde hon på Operan i Paris, där hon skulle ha haft en romans med konstnären Jean Monnet och möjligen författaren de la Bretonne. 1756 blev fadern direktör för teatern i Haag och 1759 modern, som utsåg Rose till med-direktör. 
Hon var första aktris och sångerska på franska Haag teatern. Förhållandet med Obdam var mycket omtalat. Bland rollerna fanns Leuxis i Marmontels Aristomène. Från 1758 var hon också verksam som konsertsångare, även i Amsterdam 1764. Hon belönades av hovet 1766, men förlorade samma år sin diretktörsplats på Haag teatern. 
Från 1769 var hon ofta sjuk, och kunde inte längre vara lika aktiv. Hon drogs 1779 in i en arvstvist med Obdams anhöriga. 1782 avslutades den uppmärksammade arvstvisten och efter sitt giftermål är hennes öden okända, hennes make François Lobjoy (1743–1807) var möjligen samma som under 1791 var delegat i Paris lagstiftande kår.